# Уорд, Стивен (остеопат)
Стивен Уорд (англ. Stephen Ward, 19 октября 1912 года, Лемсфорд, Хартфордшир, Соединённое королевство Великобритании и Ирландии — 3 августа 1963 года, Лондон, Великобритания) — английский врач-остеопат, художник, один из главных фигурантов политического скандала 1963 года, известного как «Дело Профьюмо», вызвавшего отставку военного министра Великобритании Джона Профьюмо и способствовавшего поражению консервативного правительства на выборах годом позже.

## Биография
Стивен Уорд родился в небольшом городе Лемсфорде, Хартфордшир в семье Эвелина Уорда, местного викария, и Эйлин Эсми (урожденной Вигор). Семья матери имела англо-ирландские корни, путешественник и исследователь Азии Уилфрид Тесайджер приходился Стивену двоюродным братом. В 1920 году семья переехала в город Торки на южном побережье Англии, где отец Уорда стал викарием прихода святого Матфея. Получив образование в провинциальной школе, Уорд имел не много шансов на хорошую карьеру в Великобритании. Он уехал в США, где в возрасте 20 лет поступил в колледж остеопатии и хирургии в городке Керксвилл, штат Миссури.
Не закончив обучение, Уорд вернулся на родину. Там он устроился продавцом ковровых изделий в одном из магазинов Лондона. Спустя некоторое время его дядя предложил ему место переводчика в немецком отделении Royal Dutch Shell. Ещё через год он уехал из Гамбурга в Париж, где закончил один курс Сорбонны, одновременно подрабатывая гидом. В 1932 году он вновь вернулся в Лондон, где стал продавцом чая. В 1934 году по настоянию матери Стивен вернулся в Керксвиллский колледж остеопатии и хирургии и через четыре года получил специальность врача общей практики. По возвращении из США Уорд стал остеопатом в городе Торки. С началом войны в сентябре 1939 года он пытался поступить на службу в Королевский армейский медицинский полк, но военные медики не признали квалификацию, полученную в США. В 1941 году он был призван в качестве рядового в Королевский танковый корпус. Там он быстро стал известен своими навыками остеопата, и большую часть времени был освобождён от обычных обязанностей, практически занимаясь медицинской практикой. Это стало известно военной администрации, и та, хотя и прекратила подобную деятельность Уорда, перевела его на службу в подразделение младшего медицинского персонала.
В марте 1944 года Уорд был переведён в Индию. В британской армии ему было трудно использовать свои знания, хотя он тратил много времени на продвижение остеопатии в качестве одного из эффективных методов лечения. Тем не менее, он практиковал в местной гражданской больнице. Среди пациентов, по его утверждению, был даже Махатма Ганди, который произвел на Уорда большое впечатление: «Хотя большинство его убеждений было отлично от линии моей страны, я знал, что нахожусь рядом с великим человеком. Это была, безусловно, самая важная встреча в моей жизни». В этот период Стивен пережил глубокое нервное расстройство, некоторое время он даже лечился в психиатрической больнице. Уорд вернулся в Англию в октябре 1945 года и был комиссован из армии по инвалидности.

### Остеопат из высшего общества
После войны Уорд некоторое время работал в остеопатической клинике на Дорсет-сквер в Лондоне. Там он имел возможность общаться с известными общественными и политическими деятелями, одним из которых был промышленник и дипломат Аверелл Гарриман. Позже у Уорда лечился Дункан Сэндис, зять Уинстона Черчилля. Тот рекомендовал врача-остеопата своему известному тестю. С этого момента Уорд получил достаточные средства и статус для создания собственной частной клиники. Вскоре он сформировал постоянную клиентуру из ведущих политиков, общественных деятелей, звёзд шоу-бизнеса. Его жизнь постепенно становилась неразрывно связанной с этой средой. Его хорошие манеры, речь обеспечили ему успех в обществе. В это время Уорд познакомился, среди прочих, с Принцем Греческим и Датским — впоследствии Филиппом, герцогом Эдинбургским, супругом Елизаветы II. Отношения в компании успешных, обеспеченных мужчин очень быстро переросли в неформальные: они предпринимали увеселительные прогулки, выпивали, играли в карты. Жёны в подобных мероприятиях участия не принимали, их заменяли молодые красивые женщины, которых приглашал, главным образом, Уорд. Он, как и другие, наслаждался в компании красивых женщин, но, по последующим воспоминаниям участников событий, его собственная сексуальная энергия была слабой. Его отношения с женщинами часто носили платонический, товарищеский характер. Ему нравилось обсуждать сексуальные отношения, но не участвовать в них.
На протяжении 1950-х годов практика Уорда росла. Среди его новых пациентов был лорд Астор, который стал ему близким другом и помог закрепиться в лондонском обществе. Уорд же ввёл застенчивого Астора в свой мир ночных клубов и вечеринок. В 1956 году за символическую арендную плату Астор предоставил Уорду возможность использовать гостевой коттедж в своём поместье Кливден в Бакингемшире. Многие друзья Уорда приезжали к нему на выходные, время от времени к ним присоединялись лорд Астор и его гости из главного дворца поместья. Иногда наоборот, Уорд и его компания посещали дворец. Среди развлекавших компанию девушек особенно часто приезжала Кристина Килер, 17-летняя танцовщица, которая работала в одном из клубов-кабаре Сохо. Хотя ещё в 1959 году она переехала в дом Уорда, их отношения не носили сексуального характера.
В свободное время Уорд брал уроки живописи в художественной школе при Университетском колледже Лондона. Он определённо обладал творческим дарованием и вскоре смог получать значительные доходы от продажи своих картин. В 1960 году журнал The Illustrated London News заказал ему серию портретов национальных и международных политиков, в том числе членов королевской семьи — принца Филиппа и принцессы Маргарет. Уорд очень хотел посетить Советский Союз, чтобы нарисовать портреты советских лидеров. Чтобы помочь ему в этом, один из его пациентов, редактор газеты «The Daily Telegraph» Колин Коут организовал его знакомство с Евгением Ивановым — вновь назначенным помощником военно-морского атташе в советском посольстве. Британская разведка MI5 знала от своего агента Олега Пеньковского, что Иванов был действующим офицером разведки российского ГРУ, но надеялась перевербовать его, используя для этого Уорда.

### Дело Профьюмо
8 июля 1961 года Джон Профьюмо с женой приехали в гости к лорду Астору в поместье Кливден. На вечеринке, устроенной прямо у бассейна, министр встретился со Стивеном Уордом, с которым уже был знаком. Тот представил ему молодую и привлекательную Кристин Килер. Та вспоминает: 
В тот жаркий летний вечер в поместье веселились около 40 гостей. Лорд Астор разрешил нам плескаться в его мраморном бассейне. Я забыла дома купальник, но не беда — взяла полотенце. Оно было маленькое, и я могла прикрывать им либо грудь, либо бедра. Вскоре возле бассейна оказались лорд Астор и Джон Профьюмо. Они выпили и, смеясь, стали стаскивать с меня полотенце. Я тоже пила шампанское и, хихикая, забавлялась этой игрой. Так продолжалось до тех пор, пока к бассейну не подошли их жены. Нашу игру, увы, пришлось закончить. Но где-то через полчаса Джон Профьюмо предложил показать мне дворец. Войдя в первую же комнату, он стал гладить меня ниже спины.
По признанию Килер в объятия Профьюмо толкал её Стивен Уорд. Но именно в тот вечер он был более заинтересован в её интимной близости с помощником советского военно-морского атташе Евгением Ивановым. По её же словам, когда это произошло, Уорд немедленно доложил об этом в MI5. Через несколько дней состоялась и сексуальная связь Килер и Профьюмо. Позже они встречались ещё несколько раз. Военный министр прервал эту связь по собственной инициативе. Много позже он признался повзрослевшему сыну, что девушка была откровенно глупа, и разговаривать с ней было просто не о чем. Скандал разгорелся в начале 1963 года. Джонни Эджкомб — новый сожитель Кристин, которого полиция обоснованно подозревала в связях с преступным миром, в припадке ревности набросился с ножом на Уорда. О происшествии стало известно прессе. Девушка одно за одним давала интервью, не задумываясь называя имена своих знакомых и возможных покровителей. Профьюмо сначала публично отказался от факта супружеской неверности, но уже вскоре вынужден был его признать. Уорд сначала также отрицал сексуальную связь между Килер и Профьюмо, однако под жёстким психологическим давлением в ходе полицейского расследования он открыл всю известную ему информацию. Профьюмо был вынужден покинуть свои посты как в правительстве, так и в парламенте. Через два дня после этой отставки Уорд был арестован и обвинён в нескольких эпизодах сводничества и безнравственного поведения.

### Судебный процесс, гибель
Стивен Уорд до суда был выпущен под залог. Судебное разбирательство по его делу началось 22 июня 1963 года. Главным обвинением в адрес Уорда являлся факт получения им денег от Килер и её коллеги-модели Мэнди Райс-Дэвис за, якобы, своднические услуги. Девушки действительно передавали Стивену незначительные суммы, но это были их взносы в расходы на ведение совместного домашнего хозяйства. Однако обвинение не желало признать подобного факта, хотя доход Уорда от частной практики и продажи картин составлял около 5500 фунтов стерлингов в год, что в то время было существенной суммой. Хотя позиция обвинения выглядела слабой, облик Уорда в суде и в прессе был серьёзно очернён. Ни один из его известных друзей не предлагал вступиться за него, МI5 не раскрыла его вклад в разработку русского разведчика. Прокурор Мервин Гриффит-Джонс изображал Уорда как образчик порока и разврата, а судья Арчи Маршалл поддержал подобную позицию.
30 июля судья Маршалл начал чтение приговора, его изначально обвинительный тон поверг Уорда в отчаяние. В тот же вечер, написав несколько писем друзьям, Уорд принял большую дозу снотворного и впал в кому. Утром он был доставлен в больницу. На следующий день судья завершил чтение приговора. Присяжные признали Уорда виновным в том, что он получал доходы, полученные от аморальной деятельности Килер и Райс-Дэвис, оправдав, при этом, по ряду других обвинений. Заседание было отложено до выписки Уорда из больницы, но 3 августа он умер, не приходя в сознание.
9 августа коронеры констатировали смерть Уорда путём отравления излишней дозой барбитуратов. По имеющимся данным он оставил несколько записок, в одной из которых писал: «Мне жаль разочаровывать стервятника <…> Я чувствую, что всё кончено. Им требуется ритуальная жертва, но я не могу смириться с этим.» По неофициальным заявлениям «бывшего оперативника SIS», Уорд был убит агентом этой службы. Основным мотивом убийства являлась имеющаяся у него информация, способная скомпрометировать членов правительства и королевской семьи. По-видимому, некий агент провоцировал уже засыпающего Уорда продолжать принимать барбитураты, пока доза не стала смертельной.